# Glenn Robinson
Pour les articles homonymes, voir Robinson.
Glenn Robinson, né le 10 janvier 1973 à Gary (Indiana), est un ancien joueur de basket-ball américain. Son surnom est « Big dog ».

## Biographie

### Bucks de Milwaukee (1994-2002)
Robinson est drafté en première position par les Bucks de Milwaukee en 1994.
Tout juste drafté, il réclame le plus gros contrat jamais vu alors pour l'époque : 100 millions de dollars sur 13 ans. Herb Kohl, sénateur démocrate du Wisconsin et propriétaire de la franchise déclare alors : « À ce prix-là, autant lui donner la franchise… », le conflit dure tout l'été et Robinson doit revoir ses prétentions à la baisse. Il obtient finalement 68 millions de dollars sur 10 ans, le plus gros contrat rookie de l’histoire (les limitations de salaire pour un premier bail entreront en vigueur l’année suivante). Évidemment, tout le monde attend l’effronté au tournant. Mais Glenn termine meilleur scoreur des rookies (21,9 pts) et arrive troisième dans le vote du meilleur débutant de l'année 1995, titre que se partagent Jason Kidd et Grant Hill.
Avec le trio prolifique Cassell-Allen-Robinson tournant à près de 62 points par match de moyenne, les Bucks poussent les 76ers de Philadelphie de Allen Iverson à un septième match décisif lors des finales de conférence Est en 2001 et échouent aux portes des Finales NBA.

### Hawks d'Atlanta (2002-2003)
Le 2 août 2002, Robinson est transféré aux Hawks d'Atlanta contre Toni Kukoč, Leon Smith et un premier tour de draft 2003. Lors de son premier match avec les Hawks, Robinson termine avec 34 points, 10 rebonds et 8 passes décisives contre les Nets du New Jersey. Durant la saison 2002-03, il a des moyennes de 20,8 points par match et tire à 87,6 % aux lancers-francs.

### Sixers de Philadelphie (2003-2005)
Après une année à Atlanta, il est transféré le 23 juillet 2003 avec un second tour de draft 2006 aux Sixers de Philadelphie dans un échange entre quatre équipes. Durant la saison 2003-04, il a des moyennes de 16,6 points et 1 interception par match et est le deuxième meilleur marqueur de l'équipe après Allen Iverson. Puis, il ne participe pas à un seul match de la saison 2004-05 avec les Sixers en raison d'une blessure.
Le 24 février 2005, il est transféré aux Hornets de La Nouvelle-Orléans en échange de Rodney Rogers et Jamal Mashburn. Robinson est libéré par les Hornets immédiatement et ne joue donc aucun match avec eux.

### Spurs de San Antonio (2005)
Le 4 avril 2005, il signe comme agent-libre aux Spurs de San Antonio en toute fin de saison. Il y remporte le titre NBA deux mois plus tard. Durant les playoffs 2005, il joue en moyenne huit minutes par match.

## Clubs successifs
- 1994-2002 :  Bucks de Milwaukee.
- 2002-2003 :  Hawks d'Atlanta.
- 2003-2005 :  76ers de Philadelphie.
- 2005 :  Spurs de San Antonio.

## Palmarès
Universitaire
- Naismith College Player of the Year (meilleur joueur de la saison) en 1994.
- USBWA men's player of the year award en 1994.
- John R. Wooden Award en 1994.
- Trophée Adolph Rupp en 1994.

En franchise
- Champion NBA en 2005 avec les Spurs de San Antonio.
- Champion de la Conférence Ouest en 2005 avec les Spurs de San Antonio.
- Champion de la Division Southwest en 2005 avec les Spurs de San Antonio.

Distinctions personnelles
- Élu dans la NBA All-Rookie First Team en 1995.
- 2 sélections au NBA All-Star Game en 2000 et 2001.

## Vie privée
Son fils, Glenn Robinson III, joue également en NBA.